# Kidoh
Kidoh (coréen : 키도), né Jin Hyo-sang (coréen : 진효상, le 16 décembre 1992 à Séoul) est un chanteur, rappeur, compositeur, producteur et parolier sud-coréen. 
Il appartenait au groupe Topp Dogg sous le label Stardom Entertainment, qu'il a quitté officiellement début octobre 2015. Il est le premier et unique membre du groupe à avoir réalisé un album en solo. Il faisait partie de la team Chevalier (Knights).

## Biographie

### Avant les Topp Dogg
Kidoh (키도), de son vrai nom Jin Hyo Sang (진효상) est né à Séoul, en Corée du Sud, le 16 décembre 1992. Il a étudié à l’Université des études étrangères à Séoul (HUFS). Au début, Kidoh voulait devenir producteur, mais c’est en recevant un coup de fil de Brave Brothers après l’avoir contacté via son site qu’il a sérieusement commencé à entreprendre une carrière musicale.
À ses débuts, Kidoh était stagiaire chez Big Hit Entertainment, il était prévu qu’il intègre le groupe Bangtan Boys (방탄소년단).

### Début chez Stardom Entertainment
En 2012, Kidoh quitte Big Hit Entertainment et intègre la Stardom Entertainment comme stagiaire. Il se forme peu à peu auprès de ses camarades, pour devenir en 2013 le groupe Topp Dogg, composé de 13 membres. Il fera alors sa première apparition en compagnie du groupe le 22 octobre 2013 dans l’émission Show Champion sur la chaîne MBCI avec un titre dont il est le producteur : Say It (말로해).

### Participation aux albums Topp Dogg
Kidoh participe à chaque album des Topp Dogg, aussi bien en tant que producteur, que parolier ou compositeur :
Paroles
- Dogg’s out (avec la participation d’A-Tom, Jenissi et Yano)
- Say it (말로해) (avec la participation d’A-Tom, Jenissi et Yano)
- Play Ground (avec la participation d’A-Tom, Jenissi et Yano)
- Arario (아라리오) (avec la participation d’A-Tom, Jenissi et Yano)
- Open the door (들어와) (avec la participation de Jenissi et Yano)
- Eschatologist (종말론자) (avec la participation d’A-Tom, Jenissi et Yano)

Composition
- Play Ground

Production, composition et paroles
- A woman like you (너같은 여자) (chanson solo dans le premier album des Topp Dogg)
- From a Trainee to an Artist

## Discographie

### Album solo
Le 26 septembre 2014, Kidoh sort son premier album solo nommé Mini Album. Dans ce tout premier album, Kidoh mélange plusieurs sons et adopte une méthode appelé Double titre. Il met en avant deux titres très différents : She is so sensitive qui se base sur une rythmique entraînante pour les performances scéniques, et Taxi on the Phone qui quant à lui est un titre plus calme, où le travail vocal est plus important.
Il fera d’ailleurs une apparition avec son titre She is so Sensitive au Hallyu Dream Concert de 2014.
|                                  | Description |
| 1er EP Album (26 septembre 2014) | 1. 작은 노래 (Intro) 2. 그녀는 너무 예민해 (She's So Sensitive) 3. Taxi On The Phone (Feat. Sangdo) 4. 한시가 너무 바빠 (So busy at 1 o'clock) (Feat. i11evn, Supreme Boi) 5. 당연한 게 맞아 (Absolutely Correct) 6. Interlude 7. Still Alive |

## Apparitions solo
Kidoh a effectué plusieurs apparitions en tant qu'artiste solo depuis ses débuts.
Pour le 100e épisode de l'émission télévisée Show Champion, Kidoh (ainsi que Jenissi) ont collaboré avec Suga et Rap Monster (BTS) ainsi que Zelo et Bang Yong Guk (B.A.P).
Kidoh a également présenté sa chanson She is so Sensitive durant le Halluy Dream Concert de 2014 à Séoul.
Il a également collaboré sur certains titres de 일레븐 (i11evn) (en featuring également avec Marvel J ou encore Supreme Boi).